# Tabara
Pour les articles homonymes, voir Tabara (homonymie).
Tabara est un village de la commune de Nissi du comté de Harju en Estonie.
Au 31 décembre 2011, il compte 52 habitants.